# Oporinia dayi
Oporinia dayi là một loài bướm đêm trong họ Geometridae.